# Начало (журнал, 1899)
«Начало» — ежемесячный научный и литературно-политический журнал, основан в 1899 году. Редактировался П. Струве, М. Туган-Барановским, А. Калмыковой. Редактором-издателем была А. А. Воейкова. Журнал издавался на средства М. И. Гуровича.
Среди авторов статей в журнале были Ленин, Плеханов, С. Н. Булгаков, Засулич и др. В 1—2 номере была напечатана работа С. Н. Булгакова «К вопросу о капиталистической эволюции земледелия». В третьем номере были напечатаны рецензии Ленина на книги Р. Гвоздева, Парвуса и справочник «Торгово-промышленная Россия». В четвертом номере был напечатан отрывок из путевых записок Ф. Энгельса «Из Парижа в Берн», рецензия В. И. Ленина на книгу К. Каутского «Аграрный вопрос», шесть разделов III главы книги «Развитие капитализма в России» под заголовком «Вытеснение барщинного хозяйства капиталистическим в современном русском земледелии», рецензия на книгу Гобсона «Эволюция современного капитализма» и статья Г. Плеханова (Н. Бельтова) «Об искусстве».
В беллетристическом отделе выделялись имена Мережковского и Гиппиус.
Три книги журнала (январь — февраль, март, май) подвергались серьёзным цензурным правкам. Четвертая апрельская книга была уничтожена, и журнал постановлением четырех министров был приостановлен. Все номера «Начало» по распоряжению правительства были изъяты «из обращения в публичных библиотеках и общественных читальнях».